# Lac Sabourin
Lac Sabourin är en sjö i Kanada.   Den ligger i regionen Abitibi-Témiscamingue och provinsen Québec, i den sydöstra delen av landet, 300 km nordväst om huvudstaden Ottawa. Lac Sabourin ligger 329 meter över havet. Arean är 29,8 kvadratkilometer. Den sträcker sig 11,0 kilometer i nord-sydlig riktning, och 8,9 kilometer i öst-västlig riktning.
Runt Lac Sabourin är det glesbefolkat, med 18 invånare per kvadratkilometer.